# Hotel Carlton (Bilbao)
El edificio del Hotel Carlton, situado en el centro neurálgico de la Plaza Moyúa de Bilbao (Vizcaya, España), constituye una de las obras más significativas del arquitecto Manuel María Smith.

## Historia
Fue edificado entre 1919 y 1926, representando un ejemplo tardío de la aplicación del estilo Segundo Imperio en consonancia con la tradición de gran construcción hotelera decimonónica. Con un sector destinado a hotel y otro a oficinas, es una construcción exenta, que en planta adopta una disposición triangular con ángulos achaflanados. Presenta sótano, semisótano, planta baja, cinco pisos altos y sexta planta retranqueada, con almohadillado en basamento y entrepaños contiguos a los ejes de miradores más cercanos a los chaflanes, y paramentos revocados en el resto.
La fachada principal presenta porche de acceso centralizado con terraza sobre cubierta, y profusa decoración. La disposición de elementos es simétrica y regular con vanos de medio punto adovelados y rebajados en planta baja, vanos rebajados y adintelados dispuestos alternativamente y con balcones de barandilla de hierro forjado en primer piso, ejes de vanos adintelados y cuerpos de miradores volados en segundo, tercer y cuarto piso, vanos adintelados y balcones con barandilla de hierro en el quinto, y retranqueo con balcón corrido en el sexto, siendo la cubierta amansardada con tejado de pizarra.
En el interior se emplean con profusión materiales nobles, y destaca especialmente el gran Hall de la planta baja con luz cenital.
Además del interés arquitectónico, el edificio del Hotel Carlton tiene un gran significado histórico y simbólico, ya que fue sede del primer Gobierno Vasco, así como lugar de celebración de gran número de actos oficiales y culturales de Bilbao.